# Banco Nacional de Panamá
El Banco Nacional de Panamá es la entidad bancaria oficial de Panamá. Fundado en 1904, realiza algunas funciones propias de banco central, aunque no puede emitir billetes ya que la moneda de curso legal en Panamá es el dólar estadounidense. La moneda oficial, el balboa, funciona únicamente en términos de contabilidad. Por eso, Panamá no cuenta con un banco central tradicional.

## Historia
La historia del Banco Nacional de Panamá está íntimamente vinculada a la de la República. Fundado seis meses después del nacimiento de la República como Banco Hipotecario y Prendario.
Por iniciativa del Diputado Don Rodolfo Chiari, el presidente Manuel Amador Guerrero, promulgó la Ley 74 del 13 de junio de 1904, que dio vida jurídica al que se convertiría en brazo económico y financiero de la nación.
Con un capital inicial de 500 pesos oro, abrió sus puertas al público el 12 de octubre de 1904, con un personal austero. Sus primeros directivos, asesores y clientes fueron algunos de los más respetables y prestigiosos próceres de la independencia. Más allá de sus deberes hipotecarios iniciales, el banco realizaba operaciones de descuento y recibía depósitos de finqueros, ganaderos e industriales, y era muy estricto con el requisito de otorgamiento de garantías de sus clientes. Ofreció préstamos que constituyeron el capital semilla del entonces incipiente desarrollo nacional.
En 1911 se cambió la denominación a la de Banco Nacional, y se consolidó como el motor del crecimiento productivo interno, particularmente del agro y la ganadería. Para 1919 se instalan las primeras sucursales de provincias.
En 1956 se declara como Banco del Estado, pero con personería jurídica propia, con autoridad autónoma en su manejo interno y sujeto únicamente a la vigilancia e inspección del Órgano Ejecutivo y de la Contraloría General de la República

## El banco y su triple función
El Banco nacional de Panamá cumple tres funciones.

### Banco Estatal
Agente financiero del Estado y depositario oficial de los fondos de la Nación.

### Banco Regulador
En el manejo de la Cámara de Compensación del Sistema Bancario Nacional al dotar al sistema de un mecanismo que regula el flujo de documentos interbancarios.

### Banco Privado
Es la institución con mayor presencia a lo largo y ancho del país, al ofrecer todos los servicios del negocio.
Además, es líder del sector agropecuario; desarrolla con mucho éxito planes de banca privada, tanto comercial como de consumo.